# Ram Baran Yadav
Ram Baran Jadaw (nep. रामवरण यादव, ur. 4 lutego 1948 w Sapahi) – nepalski lekarz i polityk, pierwszy prezydent Nepalu od 23 lipca 2008 do 29 października 2015.

## Edukacja i kariera medyczna
Ram Baran Jada urodził się w wiosce Sapahi w dystrykcie Dhanusa na południu Nepalu (Teraj), w prostej rodzinie farmerów. Swoją podstawową edukację zakończył w dystrykcie Dhanusa i wyjechał na studia. Studiował medycynę w Calcutta Medical College w Kalkucie w Indiach. Następnie odbył studia podyplomowe w Post Graduate Institute of Medical Education and Research w Czandigarh.
Przez ponad dwie dekady pracował jako lekarz w szpitalach na południu Nepalu. W latach 80. XX w. leczył m.in. premiera Bishweshwara Prasad Koiralę w ostatnich latach jego życia.

## Działalność polityczna
Ram Baran Yadav zaangażował się w działalność polityczną na początku lat 60. XX w., kiedy król Mahendra zakazał działalności partiom politycznym i rozpoczął rządy autorytarne. Yadav związał się z działalnością podziemnych ruchów opozycyjnych, których celem była restauracja demokracji w kraju.
Na początku lat 90. XX w. związał się z Kongresem Nepalskim. W pierwszych wolnych wyborach w 1991 został wybrany z listy Kongresu Nepalskiego w skład parlamentu z okręgu Dhanusa. Objął wówczas stanowisko ministra zdrowia w rządzie premiera Giriji Prasad Koirali (1991–1994). W wyborach w 1999 ponownie uzyskał elekcję do parlamentu. W 1999 po raz drugi objął stanowisko ministra zdrowia.
W wyborach parlamentarnych 10 kwietnia 2008 Yadav wziął ponownie udział jako członek Kongresu Nepalskiego. W swoim okręgu Dhanusa-5 odniósł zwycięstwo, zdobywając 10,4 tysiąca głosów.

## Prezydent Nepalu
17 lipca 2008 Ram Baran Yadav został wybrany kandydatem Kongresu Nepalskiego do stanowiska pierwszego prezydenta Nepalu. W pierwszej rundzie wyborów 19 lipca 2008 uzyskał 283 głosy członków Zgromadzenia Konstytucyjnego. Poparli go członkowie Kongresu Nepalskiego, Komunistyczna Partia Nepalu (Zjednoczenie Marksistowsko-Leninowskie) oraz partia Madhesi Janadhikar Forum.
W drugiej rundzie głosowania 21 lipca 2008 został wybrany prezydentem kraju. Zdobył 308 głosów (wymagana większość wynosiła 298 głosy). Wygrał z kandydatem maoistów Ram Rają Prasad Singhem, który zdobył 282 głosy poparcia. Na stanowisku szefa państwa został zaprzysiężony 23 lipca 2008.